# Igor Sypniewski
Igor Sypniewski (* 10. November 1974 in Łódź, Polen; † 4. November 2022 ebendort) war ein polnischer Fußballspieler. Er spielte in Polen, Griechenland und Schweden Profi-Fußball.

## Karriere

### Im Verein
Igor Sypniewski galt als eines der größten Talente im polnischen Fußball. Dies bewies er anfangs in der polnischen Liga, später auch bei Panathinaikos Athen in der griechischen Liga und in der Champions League, wie auch während seiner Zeit in Schweden. Jedoch konnte er sich nie lange bei einem Verein halten, da er bedingt durch eine Depression ständig in Konflikt mit den Vereinen wie auch mit dem Gesetz kam (Widerstand gegen die Staatsgewalt, Fahren unter Alkoholeinfluss, Drogen, Gewalt gegen seine Mutter und seine Lebensgefährtin usw.). Am 9. Oktober 2008 wurde Sypniewski zu einer Haftstrafe von anderthalb Jahren ohne Bewährung verurteilt.
Sypniewski starb Anfang November 2022 im Alter von 47 Jahren.

### In der Nationalmannschaft
Am 19. Juni 1999 feierte er sein Debüt in der polnischen Nationalmannschaft im Freundschaftsspiel gegen Neuseeland (0:0). Sein zweites und zugleich letztes Länderspiel absolvierte Sypniewski am 14. November 2001 beim Freundschaftsspiel gegen Kamerun (0:0).

### Erfolge/Titel
- Polnischer Pokalsieger (2002)
- Schwedischer Meister (2004)